# قلنسوية (فطر)
القلنسوية (الاسم العلمي: Mycenaceae) هي فصيلة من الفطريات تتبع رتبة الغاريقونيات من طائفة الغاريقوناويات.

## أجناس
- القلنسوي